# Gustave Ador
Gustave Ador (ur. 23 grudnia 1845 w Cologny, zm. 31 marca 1928 w Genewie) – szwajcarski polityk, zwolennik liberalizmu, także działacz społeczny.
W latach 1889–1917 był członkiem Rady Narodowej, a w 1917 – Rady Związkowej. Pełnił też funkcję prezesa Międzynarodowego Czerwonego Krzyża (w latach 1910–17, a potem 1920–28), a także był ministrem Departamentu Spraw Wewnętrznych. 
W roku 1919 został prezydentem Szwajcarii, a w latach 1920–24 reprezentował ten kraj w Lidze Narodów, gdzie uzyskał uznanie neutralności swej ojczyzny.